# 聖路易塔爾帕

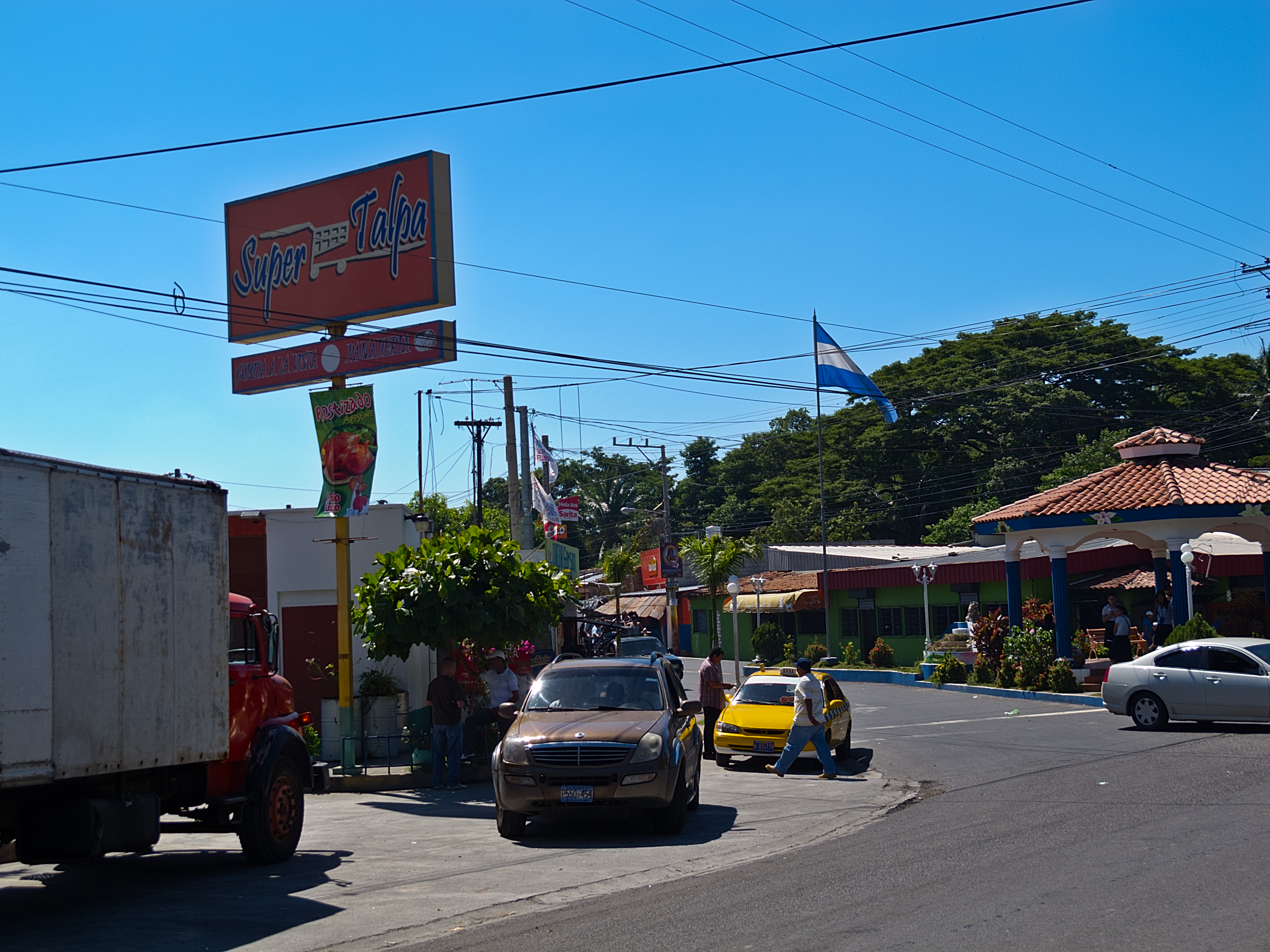

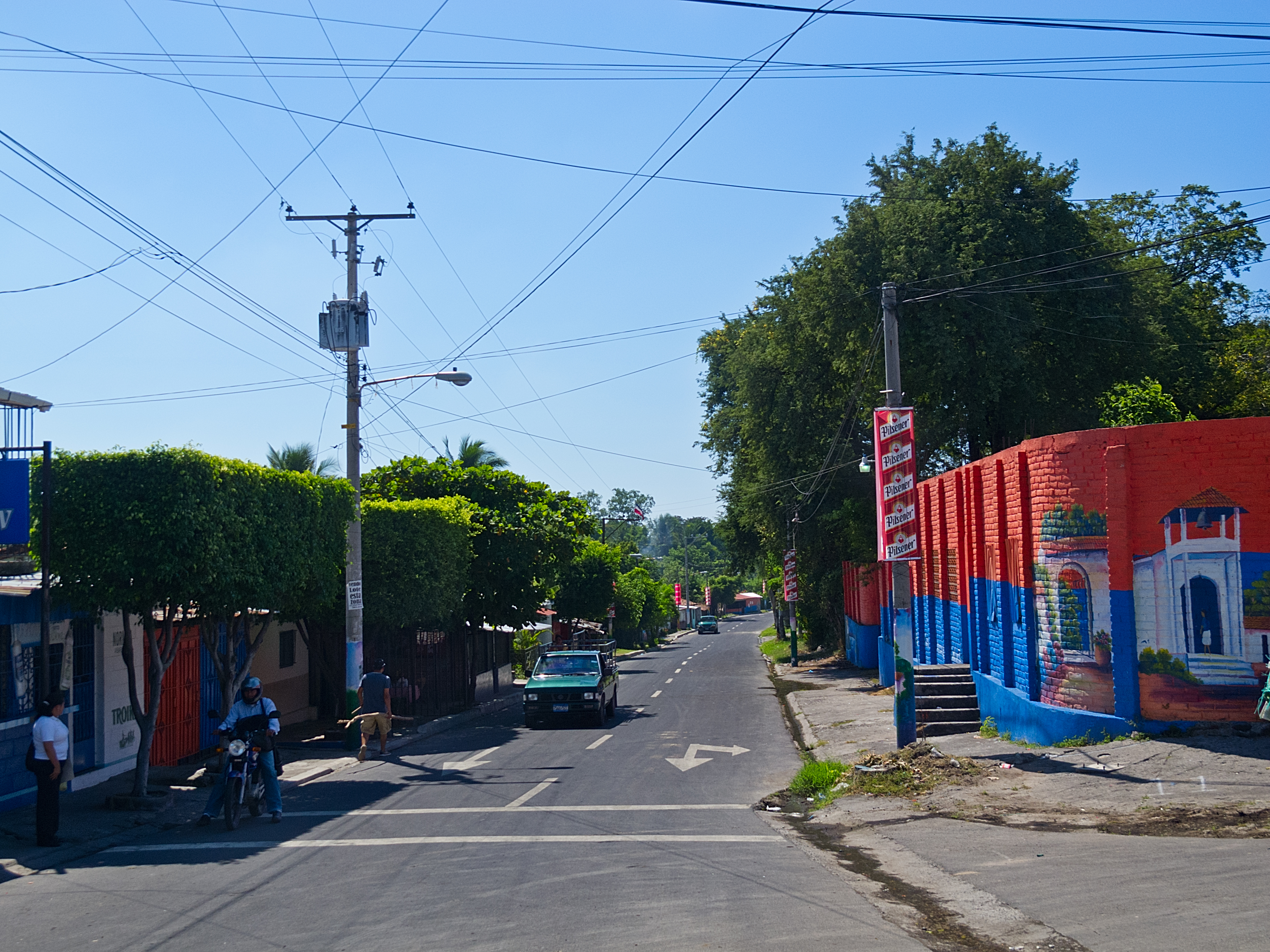

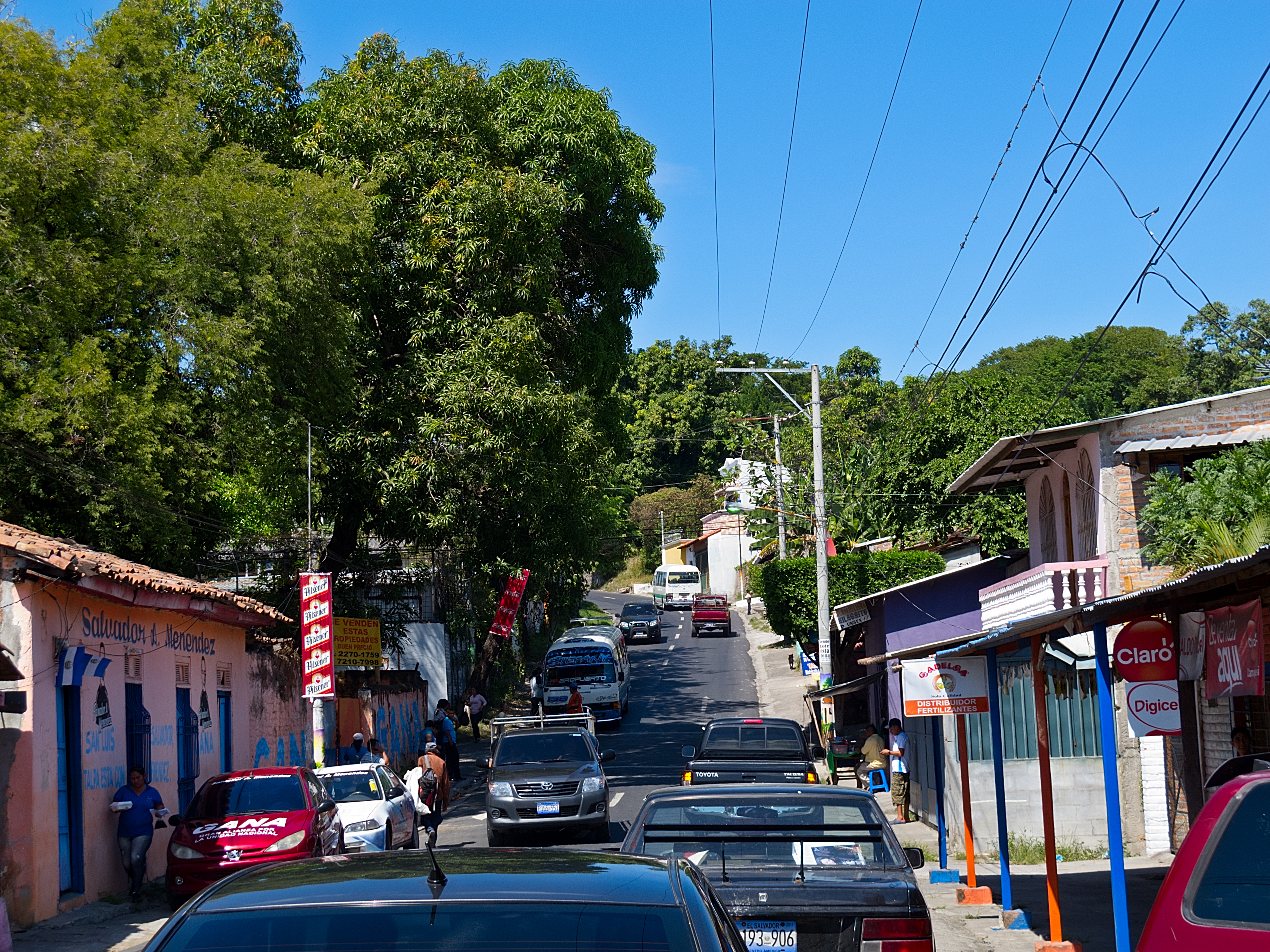

聖路易塔爾帕（西班牙語：San Luis Talpa），是薩爾瓦多的城鎮，位於該國南部，由拉巴斯省負責管轄，面積65.96平方公里，海拔高度36米，2007年人口21,675，人口密度每平方公里328.61人。
13°28′N 89°5′W / 13.467°N 89.083°W